# لويجي فيتالي

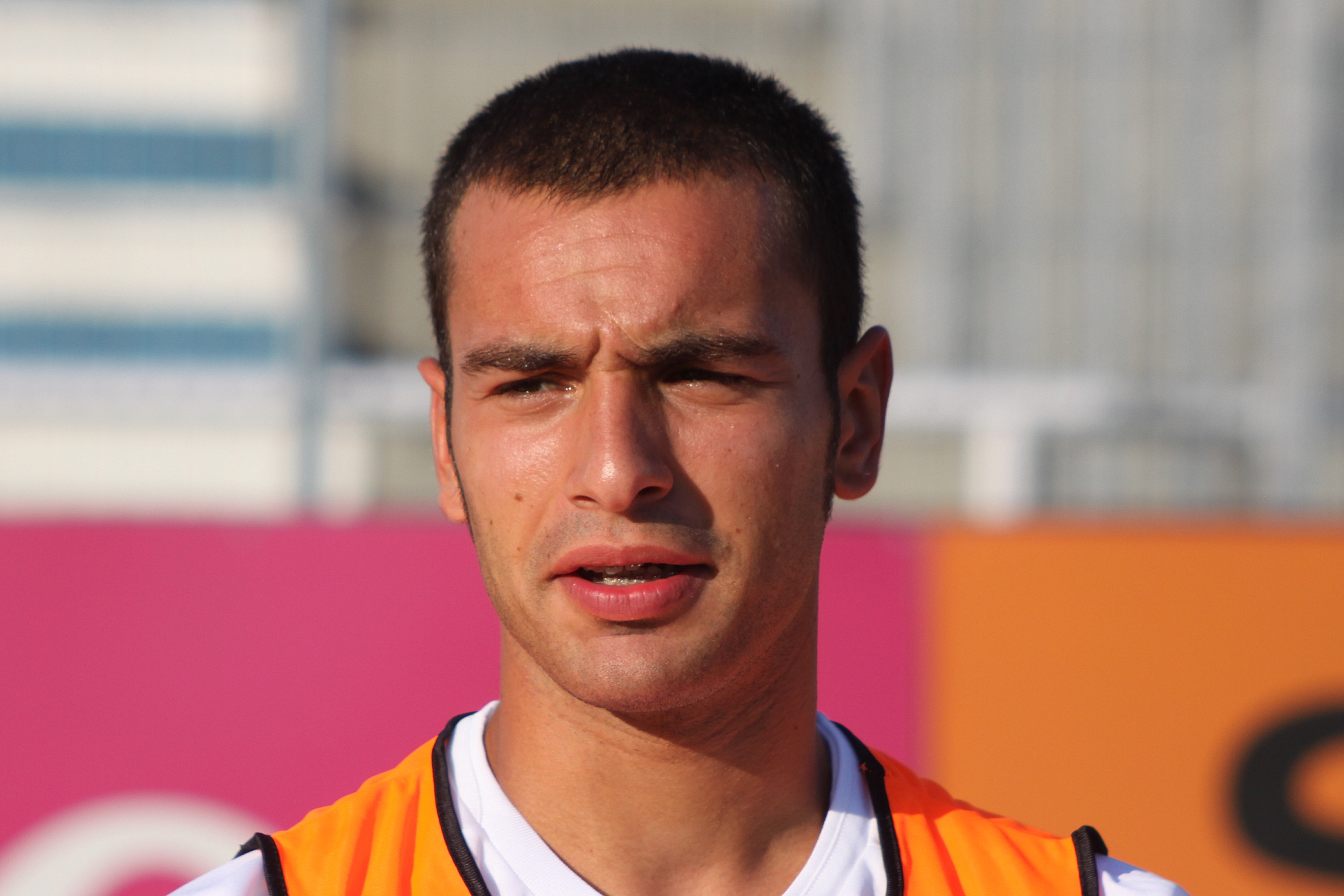

لويجي فيتالي (بالإيطالية: Luigi Vitale)‏ (مواليد 5 أكتوبر 1987 في كاستيلاماري دي ستابيا - إيطاليا) لاعب كرة قدم إيطالي كان يلعب لصالح نادي الدرجة الأولى ليفورنو الإيطالي منذ 2009 حتى 2011 حيث إنضم غلى نادي نابولي في مركز الظهير الأيسر كما يجيد اللعب في مركز الوسط الأيسر .

## روابط خارجية
- لويجي فيتالي على موقع الاتحاد الأوربي (الإنجليزية)
- لويجي فيتالي على موقع قاعدة بيانات كرة القدم.إي يو (الإنجليزية)
- لويجي فيتالي على موقع Soccerway.com (الإنجليزية)
- لويجي فيتالي على موقع عالم كرة القدم.نت (الإنجليزية)
- لويجي فيتالي على موقع كووورة
- لويجي فيتالي على موقع AS.com (الإسبانية)